# 1984 no desporto

## Eventos
- 28 de julho - Abertura dos XXIII Jogos Olímpicos em Los Angeles.

## Atletismo
- 5 de agosto - Na estreia da maratona olímpica para as mulheres: ouro para a norte-americana Joan Benoit, prata para a norueguesa Grete Waitz e bronze para a portuguesa Rosa Mota, mas a imagem mais emblemática e dramática foi da suíça Gabriela Andersen, completamente desidratada e desorientada pelo esforço no calor, se arrastando por toda a pista de atletismo até cair desacordada nos braços dos médicos assim que cruzou a linha de chegada sob os aplausos do público, juízes e voluntários no Estádio Olímpico de Los Angeles. A maratonista suíça terminou em 37º lugar (das 50 mulheres inscritas), com 24 minutos a mais que a vencedora Joan.[1]
- 6 de agosto - Joaquim Cruz é medalha de ouro nos 800 metros rasos em Los Angeles estabelecendo novo recorde olímpico de 1min43s00, superando a marca que era do cubano Alberto Juantorena com 1min43s50 em Montreal de 1976.[2]
- 12 de agosto - O português Carlos Lopes é medalha de ouro na maratona em Los Angeles estabelecendo novo recorde olímpico de 2h9min21s, superando a marca que era do alemão oriental Waldemar Cierpinski com 2h9min55s em Montreal de 1976.[3]
- 31 de dezembro - Pela segunda vez, assim como foi em 1982, festa portuguesa na Corrida Internacional de São Silvestre: nos homens a vitória de Carlos Lopes (a segunda do atleta) e nas mulheres deu Rosa Mota (quarta vez seguida).[4][5]

## Automobilismo
- 15 de março - Emerson Fittipaldi voltará a pilotar nesta temporada. Em Long Beach, Califórnia, ele divulgou a assinatura de um contrato com a equipe norte-americana WIT, sediada em Tampa, Flórida, e vai disputar as quinze provas do campeonato da Fórmula Indy. Na temporada de estreia, Emerson pilotará um March-Cosworth DFX.[6]
- 25 de março - Alain Prost vence o GP do Brasil de Fórmula 1 e Ayrton Senna estreia na categoria.[7][8]
- 1 de abril - Na prova de abertura em Long Beach da Fórmula Indy, pilotando o March-Cosworth 83C, Emerson Fittipaldi terminou em 5º lugar e marcou 10 pontos em sua prova de estreia.[9]
- 7 de abril - Niki Lauda vence o GP da África do Sul e Ayrton Senna termina em 6º lugar e marca o primeiro ponto na categoria.[10]
- 29 de abril - Michele Alboreto vence o GP da Bélgica em Zolder. É a terceira vitória do piloto na carreira, a primeira dele na Ferrari, a vigésima de um piloto italiano na equipe de Maranello e o oitavo piloto italiano diferente a vencer no time do senhor Enzo. Em função da desclassificação de Stefan Bellof, Senna marca mais um ponto com o 6º lugar.[11][12]
- 4 de maio - Nelson Piquet é o mais rápido no primeiro treino classificatório do GP de San Marino e Ayrton Senna não pôde treinar, porque o dono da escuderia Teddy Toleman quer romper o contrato com a fornecedora de pneus Pirelli, devido a problemas financeiros, passando a usar a marca Michelin. Tanto Senna e seu companheiro Johnny Cecotto não treinaram.[13]
- 5 de maio - Piquet melhora o seu tempo e larga na pole no GP de San Marino, a 10ª na carreira. Problema resolvido e tendo essa prova seu último compromisso com a Pirelli, tanto Ceccoto e Senna puderam treinar. O venezuelano larga na 19ª posição, já Senna com problemas no funcionamento do motor de seu carro, não conseguiu largar entre os 26 carros no grid de largada, fechou na 28ª posição e não obteve vaga para a prova pela primeira e única vez na carreira.[14]
- 27 de maio - A participação de Emerson Fittipaldi nas 500 Milhas de Indianápolis durou apenas 30 voltas. A queda de pressão do óleo do seu motor Cosworth DFX impediu que ele alcançasse melhores posições e já ocupava antes do abandono a 16ª posição (largou em 23º).[15]
- 3 de junho - Alain Prost vence o GP de Mônaco e Ayrton Senna em 2ª lugar, seu primeiro pódio na categoria. Senna tinha tudo para conseguir a sua primeira vitória quando tinha Prost ao seu alcance e prestes de ultrapassá-lo, a direção de prova encerra a corrida com 31 voltas por causa da chuva.[16]
- 8 de julho - Keke Rosberg vence o GP de Dallas, a primeira vitória da Williams com motor Honda turbo.
- 18 de julho - A Tyrrell foi excluída do campeonato mundial de Fórmula 1 por ter utilizado combustível adulterado e lastro ilegal, perdendo todos os 13 pontos conquistados na atual temporada, medida aplicada também a seus pilotos: 8 pontos do inglês Martin Brundle e 5 pontos do aalemão ocidental Stefan Bellof.[12]
- 19 de agosto - Niki Lauda vence o GP da Áustria, o GP 400 da Fórmula 1. Com a vitória, Lauda assume a liderança do campeonato, já que Prost não concluiu a prova.[17]
- 27 de agosto - Ayrton Senna é confirmado como piloto da Lotus para a temporada de 1985 da Fórmula 1.[18]
- 21 de outubro - Alain Prost vence o GP de Portugal e Niki Lauda sagra-se tricampeão mundial de Fórmula 1 ao terminar em 2º lugar. Lauda foi campeão com 0,5 ponto de vantagem sobre Prost, a menor diferença na disputa do título. É a despedida provisória dos pneus Michelin (retornaria em 2001).[19]

## Futebol
- 23 de janeiro - Ademir da Guia, o craque divino, faz volta olímpica no estádio do Canindé e, ovacionado, se despede da torcida do Palmeiras e do Futebol.
- 27 de maio - O Fluminense empata com o Vasco no Maracanã em 0 a 0 e torna-se Campeão Brasileiro pela segunda vez.[20] No jogo de ida também no Maracanã, o tricolor carioca venceu por 1 a 0.
- 30 de maio - O Liverpool vence o Roma nas cobranças de penalidades por 4 a 2 (1 a 1 no tempo normal) sendo Campeão pela quarta vez na Taça dos Campeões Europeus.
- 23 de junho - No jogo da semifinal do EURO 84, Portugal perde para a França por 3 a 2 (2 a 1 na prorrogação e 1 a 1 no tempo normal). Nunca Portugal tinha chegado tão longe, tendo sido uma surpresa no mundo do futebol, dado que não se tratava de uma potência futebolística.
- 27 de julho - O Independiente empatou com o Grêmio em 0 a 0 em Avellaneda e se tornou Campeão da Libertadores da América pela sétima vez. No jogo de ida no estádio Olímpico em Porto Alegre, o Rojo venceu por 1 a 0.
- 11 de agosto - O Brasil perde para a França por 2 a 0 na final e fica com a medalha de prata, a primeira no futebol olímpico.[21]
- 15 de setembro - A legendária equipe de futebol norte americana New York Cosmos realiza a sua última partida oficial.
- 2 de dezembro - O Santos vence o Corinthians por 1 a 0 e torna-se Campeão paulista.
- 9 de dezembro - O Internacional perde para o Brasil de Pelotas no Beira-Rio por 1 a 0 e torna-se tetracampeão gaúcho com um jogo de antecedência no hexagonal final,[22] porque o Grêmio (seu adversário no campeonato) também perdeu e a derrota foi para Novo Hamburgo por 3 a 0 no estádio Santa Rosa,[23] em Novo Hamburgo.
  - O Independiente vence o Liverpool por 1 a 0 e torna-se Campeão mundial intercontinental pela segunda vez.

## Voleibol
- 11 de agosto - A Seleção Brasileira de Voleibol Masculino perde a final dos Jogos Olímpicos de Los Angeles para a Seleção Norte-Americana por 3 sets a 0 (15/06, 15/06 e 15/07), mesmo assim comemoram muito a Medalha de Prata, a primeira do voleibol nos jogos olímpicos.[24]

O TIME da "Geração de Prata":
Titulares:
- Xandó
- Renan
- Bernard
- Amauri
- Fernandão
- William

Reservas:
- Bernardinho - Ex-técnico da Seleção Brasileira com um histórico vitorioso impressionante.
- Marcus Vinícius
- Maracanã
- Badalhoca
- Montanaro
- Rui

## Nascimentos
| Data            | Nome                           | Profissão                   | Nacionalidade         | Observações | Ref    |
| --------------- | ------------------------------ | --------------------------- | --------------------- | ----------- | ------ |
| 1 de janeiro    | José Paolo Guerrero            | futebolista                 | Peru                  |             |        |
| 6 de janeiro    | Hugo Colace                    | futebolista                 | Argentina             |             |        |
| 7 de janeiro    | Yane Marques                   | pentatleta                  | Brasil                |             |        |
| 9 de janeiro    | Oliver Jarvis                  | piloto de automobilismo     | Inglaterra            |             |        |
| 9 de janeiro    | Derlis Florentín               | futebolista                 | Paraguai              | m. 2010     | [ 25 ] |
| 10 de janeiro   | Marouane Chamakh               | futebolista                 | Marrocos              |             |        |
| 12 de janeiro   | Chaunté Howard-Lowe            | atleta, saltadora em altura | Estados Unidos        |             |        |
| 18 de janeiro   | Makoto Hasebe                  | futebolista                 | Japão                 |             |        |
| 19 de janeiro   | Aliona Savchenko               | patinadora artística        | Alemanha              |             |        |
| 19 de janeiro   | Karun Chandhok                 | piloto de automobilismo     | Índia                 |             |        |
| 21 de janeiro   | Alex Koslov                    | lutador                     | Moldávia              |             |        |
| 23 de janeiro   | Arjen Robben                   | futebolista                 | Países Baixos         |             |        |
| 25 de janeiro   | Robinho                        | futebolista                 | Brasil                |             |        |
| 29 de janeiro   | Nuno Morais                    | futebolista                 | Portugal              |             |        |
| 31 de janeiro   | Jeremy Wariner                 | atleta                      | Estados Unidos        |             |        |
| 1 de fevereiro  | Darren Fletcher                | futebolista                 | Escócia               |             |        |
| 1 de fevereiro  | Vanderlei Farias da Silva      | futebolista                 | Brasil                |             |        |
| 5 de fevereiro  | Carlos Alberto Tevez           | futebolista                 | Argentina             |             |        |
| 6 de fevereiro  | Darren Bent                    | futebolista                 | Inglaterra            |             |        |
| 7 de fevereiro  | Trey Hardee                    | atleta, decatlonista        | Estados Unidos        |             |        |
| 17 de fevereiro | AB de Villiers                 | críquete                    | África do Sul         |             |        |
| 18 de fevereiro | Idriss Carlos Kameni           | futebolista                 | Camarões              |             |        |
| 21 de fevereiro | David Odonkor                  | futebolista                 | Alemanha              |             |        |
| 22 de fevereiro | Luiz Felipe Ventura dos Santos | futebolista                 | Brasil                |             |        |
| 24 de fevereiro | Clivio Piccione                | piloto de automobilismo     | Mónaco                |             |        |
| 24 de fevereiro | Juho Annala                    | piloto de automobilismo     | Finlândia             |             |        |
| 25 de fevereiro | Alex de Angelis                | piloto de motociclismo      | San Marino            |             |        |
| 25 de fevereiro | Xing Huina                     | atleta, fundista            | China                 |             |        |
| 26 de fevereiro | Emmanuel Adebayor              | futebolista                 | Togo                  |             |        |
| 2 de março      | Marcelo dos Santos Marinho     | futebolista                 | Brasil                |             |        |
| 7 de março      | Mathieu Flamini                | futebolista                 | França                |             |        |
| 20 de março     | Markus Niemelä                 | piloto de automobilismo     | Finlândia             |             |        |
| 20 de março     | Fernando Torres                | futebolista                 | Espanha               |             |        |
| 21 de março     | Rodrigo Arroz                  | futebolista                 | Brasil                |             |        |
| 22 de março     | Diego de Souza Gama Silva      | futebolista                 | Brasil                |             |        |
| 30 de março     | Mario Ančić                    | tenista                     | Croácia               |             |        |
| 31 de março     | Martins Dukurs                 | piloto de skeleton          | Letônia               |             |        |
| 1 de abril      | Jonas Gonçalves Oliveira       | futebolista                 | Brasil                |             |        |
| 2 de abril      | Nicolas Lapierre               | piloto de automobilismo     | França                |             |        |
| 10 de abril     | Alemão                         | futebolista                 | Brasil                | m. 2007     |        |
| 14 de abril     | Walter Damián Montillo         | futebolista                 | Argentina             |             |        |
| 16 de abril     | Mourad Meghni                  | futebolista                 | França / Argélia      |             |        |
| 17 de abril     | Paul-Henri de Le Rue           | snowboarder                 | França                |             |        |
| 20 de abril     | Nélson Évora                   | atleta, saltador triplo     | Portugal / Cabo Verde |             |        |
| 20 de abril     | Edixon Perea Valencia          | futebolista                 | Colômbia              |             |        |
| 23 de abril     | Alexandra Kosteniuk            | enxadrista                  | Rússia                |             |        |
| 3 de maio       | Tiago Prado                    | futebolista                 | Brasil                |             |        |
| 4 de maio       | Manjural Islam Rana            | jogador de críquete         | Bangladesh            | m. 2007     |        |
| 4 de maio       | Sarah Meier                    | patinadora artística        | Suíça                 |             |        |
| 9 de maio       | Natália Falavigna              | lutadora de taekwondo       | Brasil                |             |        |
| 11 de maio      | Andrés Iniesta                 | futebolista                 | Espanha               |             |        |
| 14 de maio      | Michael Rensing                | futebolista                 | Alemanha              |             |        |
| 14 de maio      | Nigel Reo-Coker                | futebolista                 | Inglaterra            |             |        |
| 14 de maio      | Diego de Souza                 | futebolista                 | Uruguai               |             |        |
| 15 de maio      | Sérgio Jimenez                 | piloto de automobilismo     | Brasil                |             |        |
| 17 de maio      | Christian Bolaños              | futebolista                 | Costa Rica            |             |        |
| 23 de maio      | Hugo Almeida                   | futebolista                 | Portugal              |             |        |
| 25 de maio      | A. J. Foyt IV                  | piloto de automobilismo     | Estados Unidos        |             |        |
| 29 de maio      | Carmelo Anthony                | jogador de basquetebol      | Estados Unidos        |             |        |
| 1 de junho      | David Neville                  | atleta                      | Estados Unidos        |             |        |
| 8 de junho      | Javier Alejandro Mascherano    | futebolista                 | Argentina             |             |        |
| 9 de junho      | Wesley Sneijder                | futebolista                 | Países Baixos         |             |        |
| 11 de junho     | Vágner Love                    | futebolista                 | Brasil                |             |        |
| 19 de junho     | Mateus Galiano da Costa        | futebolista                 | Angola                |             |        |
| 21 de junho     | Franck Perera                  | piloto de automobilismo     | França                |             |        |
| 26 de junho     | J. J. Barea                    | basquetebolista             | Porto Rico            |             |        |
| 24 de junho     | Michael Mathieu                | atleta, velocista           | Bahamas               |             |        |
| 1 de julho      | Donald Thomas                  | atleta, saltador em altura  | Bahamas               |             |        |
| 2 de julho      | Johnny Weir                    | patinador artístico         | Estados Unidos        |             |        |
| 3 de julho      | Churandy Martina               | atleta, velocista           | Antilhas Holandesas   |             |        |
| 6 de julho      | Zhang Hao                      | patinador artístico         | China                 |             |        |
| 7 de julho      | Alberto Aquilani               | futebolista                 | Itália                |             |        |
| 10 de julho     | Mark González                  | futebolista                 | Chile / África do Sul |             |        |
| 14 de julho     | Nilmar                         | futebolista                 | Brasil                |             |        |
| 14 de julho     | Samir Handanovič               | futebolista                 | Eslovênia             |             |        |
| 20 de julho     | Gonzalo Bergessio              | futebolista                 | Argentina             |             |        |
| 26 de julho     | Kyriakos Ioannou               | atleta, saltador em altura  | Chipre                |             |        |
| 29 de julho     | Anna Bessonova                 | ginasta                     | Ucrânia               |             |        |
| 30 de julho     | Marko Asmer                    | automobilista               | Estónia               |             |        |
| 1 de agosto     | Bastian Schweinsteiger         | futebolista                 | Alemanha              |             |        |
| 4 de agosto     | Natalia Lavrova                | ginasta                     | Rússia                | m. 2010     |        |
| 5 de agosto     | Eurípedes Amoreirinha          | futebolista                 | Portugal              |             |        |
| 6 de agosto     | Marco Airosa                   | futebolista                 | Angola                |             |        |
| 11 de agosto    | Neuza Inês Back                | árbitra futebolistica       | Brasil                |             |        |
| 11 de agosto    | Lucas Di Grassi                | piloto de automobilismo     | Brasil                |             |        |
| 12 de agosto    | Sherone Simpson                | atleta, velocista           | Jamaica               |             |        |
| 13 de agosto    | Niko Kranjčar                  | futebolista                 | Croácia               |             |        |
| 18 de agosto    | Robert Huth                    | futebolista                 | Alemanha              |             |        |
| 27 de agosto    | Sulley Ali Muntari             | futebolista                 | Gana                  |             |        |
| 29 de agosto    | Gilles Augustin Binya          | futebolista                 | Camarões              |             |        |
| 8 de setembro   | Daniele Hypólito               | ginásta                     | Brasil                |             |        |
| 8 de setembro   | Vitaly Petrov                  | piloto de automobilismo     | Rússia                |             |        |
| 10 de setembro  | Ismail Ahmed Ismail            | atleta, meio-fundista       | Sudão                 |             |        |
| 15 de setembro  | Maxi Biancucchi                | futebolista                 | Argentina             |             |        |
| 20 de setembro  | Brian Joubert                  | patinador                   | França                |             |        |
| 20 de setembro  | Thiago Camilo                  | piloto de automobilismo     | Brasil                |             |        |
| 22 de setembro  | Thiago Silva                   | futebolista                 | Brasil                |             |        |
| 23 de setembro  | Dylan Moscovitch               | patinador artístico         | Canadá                |             |        |
| 29 de setembro  | Per Mertesacker                | futebolista                 | Alemanha              |             |        |
| 2 de outubro    | Eldin Jakupović                | futebolista                 | Bósnia e Herzegovina  |             |        |
| 4 de outubro    | Álvaro Parente                 | piloto de motociclismo      | Portugal              |             |        |
| 6 de outubro    | Valerie Adams                  | atleta, lançadora do peso   | Nova Zelândia         |             |        |
| 9 de outubro    | Valentina Fiorin               | jogadora de voleibol        | Itália                |             |        |
| 11 de outubro   | Alexander Smirnov              | patinador artístico         | Rússia                |             |        |
| 14 de outubro   | Santino Quaranta               | futebolista                 | Estados Unidos        |             |        |
| 17 de outubro   | Robert Paul                    | futebolista                 | Alemanha              |             |        |
| 18 de outubro   | Robert Harting                 | atleta, lançador de disco   | Alemanha              |             |        |
| 18 de outubro   | Lindsey Vonn                   | esquiadora                  | Estados Unidos        |             |        |
| 20 de outubro   | Florent Sinama-Pongolle        | futebolista                 | França                |             |        |
| 26 de outubro   | Adriano Correia Claro          | futebolista                 | Brasil                |             |        |
| 26 de outubro   | Sasha Cohen                    | patinadora                  | Estados Unidos        |             |        |
| 28 de outubro   | Obafemi Martins                | futebolista                 | Nigéria               |             |        |
| 1 de novembro   | Macnelly Torres                | futebolista                 | Colômbia              |             |        |
| 3 de novembro   | Christian Bakkerud             | piloto de automobilismo     | Dinamarca             | m. 2011     | [ 26 ] |
| 7 de novembro   | Mihkel Aksalu                  | futebolista                 | Estónia               |             |        |
| 9 de novembro   | Roldán Rodríguez               | piloto de automobilismo     | Espanha               |             |        |
| 13 de novembro  | Yargelis Savigne               | atleta, saltadora triplo    | Cuba                  |             |        |
| 16 de novembro  | Nicolas Dalby                  | artes marciais mistas       | Dinamarca             |             |        |
| 20 de novembro  | Ferdinando Monfardini          | piloto de automobilismo     | Itália                |             |        |
| 24 de novembro  | Giorgi Melkadze                | futebolista                 | Geórgia               |             |        |
| 21 de novembro  | Álvaro Bautista                | piloto de motociclismo      | Espanha               |             |        |
| 28 de novembro  | Marcelo Boeck                  | futebolista                 | Brasil                |             |        |
| 30 de novembro  | Nigel de Jong                  | futebolista                 | Países Baixos         |             |        |
| 7 de dezembro   | Robert Kubica                  | piloto de automobilismo     | Polónia               |             |        |
| 11 de dezembro  | Leighton Baines                | futebolista                 | Inglaterra            |             |        |
| 12 de dezembro  | Daniel Agger                   | futebolista                 | Dinamarca             |             |        |
| 18 de dezembro  | Giuliano Razzoli               | esquiador alpino            | Itália                |             |        |
| 24 de dezembro  | Wallace Spearmon               | atleta, velocista           | Estados Unidos        |             |        |
| 28 de dezembro  | Alex Lloyd                     | piloto de automobilismo     | Inglaterra            |             |        |
| 30 de dezembro  | LeBron James                   | jogador de basquetebol      | Estados Unidos        |             |        |

## Mortes
| Data         | Nome              | Profissão            | Nacionalidade   | Observações | Ref |
| ------------ | ----------------- | -------------------- | --------------- | ----------- | --- |
| 8 de maio    | Gino Bianco       | automobilista        | Itália · Brasil | n. 1916     |     |
| 10 de maio   | Joaquim Agostinho | ciclista             | Portugal        | n. 1943     |     |
| 21 de maio   | Randi Bakke       | patinadora artística | Noruega         | n. 1904     |     |
| 13 de agosto | Tigran Petrosian  | enxadrista           | União Soviética | n. 1929     |     |